# Шам-и Джахан-хан
Шам-и Джахан-хан (чагат. شام جهان خان‎; XIV век, Моголистан, — 1408, Моголистан) — хан Моголистана с 1399 по 1408 год.

## Биография
Происходил из династии Чингизидов. Сын Хизр-Ходжи, хана Моголистана. О дате рождения мало сведений. В 1399 году после смерти отца объявил себя ханом, что вызвало недовольство со стороны братьев в лице Мухаммад-хана, Шер-Али-Оглана и Шах Джахана. Фактически государство распалось на несколько частей. В городе Бай стал самостоятельным бывший эмир Худайдада из племени дуглат. Шамс-и-Джагану пришлось сражаться против этих врагов, чтобы снова объединить Моголистан.
По делу воспользовался Искандер, внук Тамерлана, бывший наместником Ферганы. Он разорил Кашгарию и Семиречье, захватив города Аксу, Бай, Кашгар и Турфан, а затем нанёс мощный удар долине Тарим. Это помешало и хозяйству государства. В то же время, были ослаблены враги хана Шам-и Джахан-хана. К 1402 году ему удалось снова покорить Моголистан, а братьев признать свое превосходство. В 1404 году получил приказ Тамерлана готовить продовольствие для его войска, отправлявшегося против Китая. Но смерть в 1405 году последнего спасло Моголистан.
Вслед за этим Шам-и Джахан-хан решил вмешаться в борьбу Тимуридов в Мавераннахре, вместе с тем поддержав мятежного эмира Хайдадада Хусейни, захватившего часть Ферганской долины, благодаря чему военная мощь Моголистана была восстановлена. В 1407 году отправил посольство к минскому императору Чжу Ди по совместным действиям против Государства Тимуридов. Однако в 1408 году внезапно умер. Трон унаследовал его брат Мухаммад-хан.